# Zona económica de Yangpu
La Zona de desarrollo económico de Yangpu (en chino:洋浦经济开发区, pinyin:Yáng pǔ jīngjì kāifā qū) es una zona económica especial administrada como  subprefectura bajo la administración directa de la provincia de Hainan. Se ubica al oeste de las costas del Mar de la China Meridional en la península de Yangpu, sur de la República Popular China. Su área es de 120 km² y su población para 2010 fue de 100 000 habitantes.
Esta zona contiene una refinería de petróleo, reserva de petróleo, estación eléctrica. El área es la mayor zona económica de Hainan, se encuentra en la costa noroeste de la isla, a unos 140 km al oeste de ciudad de Haikou, capital de la provincia. Se trata de la primera zona de desarrollo aprobada por el Consejo de Estado en 1992 para alquiler a los inversores extranjeros por el gobierno chino.
Yangpu se encuentra a 130 km de Haikou y 240 km de Sanya. 

## Administración
Yangpu se dividía originalmente en 4 distritos:
- Distrito Xīn gàn chōng 新干冲区
- Distrito Gàn chōng 干冲区
- Distrito Xīn yīng wān 新英湾区
- Distrito Xīn dū 新都区

Sin embargo, en marzo de 2009 todos los distritos se fusionaron al distrito Xiganchong, el 9 de marzo de 2013 el poblado Sandu (三都镇) se unió a la zona especial.
En enero de 2015, se ajustó la unidad administrativa del distrito de Xiganchong y se dividió en los distritos Gàn chōng (干冲区) y Xīn yīng wān 新英湾区, nombres dados previamente . El 8 de marzo de 2016, el poblado Sandu se niveló a distrito.

## Historia
Yangpu se encuentra en la península de Yangpu y está rodeada por el mar en tres lados. Antes de la construcción de la Zona de Desarrollo Yangpu, no existía una base industrial y debido a la falta de lluvias la agricultura estaba muy poco desarrollada. Sin embargo había muchos puertos por su cercanía a Hong Kong, Macao, Taiwán y el sudeste asiático. Cerca de la costa se encuentran fuentes de petróleo, gas, minerales y químicos. En 1887, Zhang Zhidong propuso la idea de construir el puerto Yangpu. En abril de 1939, después de que el ejército japonés capturara el área, se planeó ese puerto ubicado al oeste de Hainan, pero finalmente se abandonó la idea.
Durante 1983-1989, se realizó una investigación para construir un puerto de aguas profundas con estudios de sedimentación de los embalses.
La zona fue establecida oficialmente por el Consejo de Estado en marzo de 1992 y originalmente estaba destinada para ser un área industrial orientada a la exportación centrada en tecnología avanzada con el desarrollo de industrias terciarias.
En agosto de 1992, el terreno de la zona de 31 km² se arrendó a Kumagai Gumi (Hong Kong) Ltd. (que más tarde pasó a denominarse HongKong Construction Holdings) por un máximo de 70 años. Se designó un área adicional de 38 km² para desarrollos futuros, las cuales vieron su luz en 2007 y 2013, actualmente la zona ha crecido hasta alcanzar los 120 km² con 24 km de costa.

## Clima
El clima es subtropical monzónico. La temperatura media en enero es de 17,2 °C mientras que en julio la media de temperatura es de 28,4 °C. Las precipitaciones medias anuales son de 1300 mm.
| Parámetros climáticos promedio de Yangpu (1971–2000) | Parámetros climáticos promedio de Yangpu (1971–2000) | Parámetros climáticos promedio de Yangpu (1971–2000) | Parámetros climáticos promedio de Yangpu (1971–2000) | Parámetros climáticos promedio de Yangpu (1971–2000) | Parámetros climáticos promedio de Yangpu (1971–2000) | Parámetros climáticos promedio de Yangpu (1971–2000) | Parámetros climáticos promedio de Yangpu (1971–2000) | Parámetros climáticos promedio de Yangpu (1971–2000) | Parámetros climáticos promedio de Yangpu (1971–2000) | Parámetros climáticos promedio de Yangpu (1971–2000) | Parámetros climáticos promedio de Yangpu (1971–2000) | Parámetros climáticos promedio de Yangpu (1971–2000) | Parámetros climáticos promedio de Yangpu (1971–2000) |
| Mes                                                  | Ene.                                                 | Feb.                                                 | Mar.                                                 | Abr.                                                 | May.                                                 | Jun.                                                 | Jul.                                                 | Ago.                                                 | Sep.                                                 | Oct.                                                 | Nov.                                                 | Dic.                                                 | Anual                                                |
| ---------------------------------------------------- | ---------------------------------------------------- | ---------------------------------------------------- | ---------------------------------------------------- | ---------------------------------------------------- | ---------------------------------------------------- | ---------------------------------------------------- | ---------------------------------------------------- | ---------------------------------------------------- | ---------------------------------------------------- | ---------------------------------------------------- | ---------------------------------------------------- | ---------------------------------------------------- | ---------------------------------------------------- |
| Temp. máx. media (°C)                                | 23.3                                                 | 23.7                                                 | 26.3                                                 | 29.9                                                 | 31.9                                                 | 32.3                                                 | 32.2                                                 | 31.8                                                 | 31.2                                                 | 29.5                                                 | 27.1                                                 | 24.3                                                 | 28.6                                                 |
| Temp. media (°C)                                     | 19.0                                                 | 19.8                                                 | 22.4                                                 | 26.2                                                 | 28.7                                                 | 29.4                                                 | 29.3                                                 | 28.8                                                 | 27.6                                                 | 25.8                                                 | 23.0                                                 | 20.0                                                 | 25.00                                                |
| Temp. mín. media (°C)                                | 15.9                                                 | 17.1                                                 | 19.6                                                 | 23.2                                                 | 25.7                                                 | 26.8                                                 | 26.6                                                 | 26.0                                                 | 24.7                                                 | 23.0                                                 | 19.9                                                 | 16.9                                                 | 22.1                                                 |
| Lluvias (mm)                                         | 7.6                                                  | 14.2                                                 | 17.4                                                 | 30.0                                                 | 88.3                                                 | 146.8                                                | 140.2                                                | 176.2                                                | 170.9                                                | 129.3                                                | 26.5                                                 | 13.9                                                 | 961.3                                                |
| Días de lluvias (≥ 0.1 mm)                           | 3.6                                                  | 4.9                                                  | 5.0                                                  | 5.5                                                  | 7.2                                                  | 7.5                                                  | 7.8                                                  | 11.5                                                 | 13.3                                                 | 11.5                                                 | 4.6                                                  | 3.3                                                  | 85.7                                                 |
| Horas de sol                                         | 179.2                                                | 147.6                                                | 185.3                                                | 213.9                                                | 270.6                                                | 244.2                                                | 263.5                                                | 236.1                                                | 217.2                                                | 211.2                                                | 202.2                                                | 187.0                                                | 2558.0                                               |
| Humedad relativa (%)                                 | 81                                                   | 83                                                   | 82                                                   | 79                                                   | 77                                                   | 77                                                   | 77                                                   | 80                                                   | 82                                                   | 81                                                   | 77                                                   | 77                                                   | 79.4                                                 |
| Fuente: China Meteorological Administration          |                                                      |                                                      |                                                      |                                                      |                                                      |                                                      |                                                      |                                                      |                                                      |                                                      |                                                      |                                                      |                                                      |

## Geografía
Yangpu yace en la península de Yangpu, su terreno es llano, menos de 100 metros sobre el nivel del mar. Los cimientos de la zona son de arcilla, franco arenoso, basalto y arena de cuarzo. La costa de Yangpu contiene 20 bahías con un canal de aguas profundas cerca de la costa.